# ㅠ
ㅠ – samogłoska należąca do grupy pisma hangul, do oznaczenia samogłoski półotwartej podniebiennej dźwięcznej i przymkniętej tylnej zaokrąglonej [ju]. Według transkrypcji McCune’a-Reischauera samogłoska brzmi "yu".
Dźwięk samogłoski brzmi jak angielskie słowo "you".

## Pismo

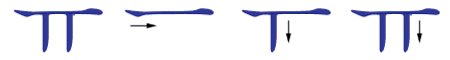
Kolejność stawiania kresek